# Фуентенебро
Фуентенебро (ісп. Fuentenebro) — муніципалітет в Іспанії, у складі автономної спільноти Кастилія-і-Леон, у провінції Бургос. Населення — 159 осіб (2010).
Муніципалітет розташований на відстані близько 120 км на північ від Мадрида, 90 км на південь від Бургоса.

## Демографія
Динаміка населення (INE ):